# Broncho Bill's Love Affair
Broncho Bill's Love Affair est un film muet américain réalisé par Thomas H. Ince et sorti en 1912.

## Fiche technique
- Réalisation : Thomas H. Ince
- Durée : 10 minutes
- Date de sortie : États-Unis : 13 février 1912

## Distribution
- Francis Ford
- Ethel Grandin